# ماد هرست
ماد هرست (انگلیسی: Maude Hirst؛ زادهٔ ۶ فوریهٔ ۱۹۹۳) بازیگر اهل بریتانیا است. وی از سال ۲۰۰۸ میلادی تاکنون مشغول فعالیت بوده‌است.
از فیلم‌ها یا برنامه‌های تلویزیونی که وی در آن نقش داشته‌است، می‌توان به وایکینگ‌ها و تودورها اشاره کرد.